# Garret Graves
Garret Graves, né le 31 janvier 1972 à Baton Rouge, est un homme politique américain, élu républicain du Louisiane à la Chambre des représentants des États-Unis de 2015 à 2025.

## Biographie
Garret Graves travaille au Congrès pour le sénateur démocrate de Louisiane John Breaux puis pour les républicains Billy Tauzin et David Vitter.
En 2014, il se présente à la Chambre des représentants des États-Unis dans le 6e district de Louisiane. Il arrive en deuxième position de la jungle primary du 4 novembre 2014 avec 27 % des voix, derrière l'ancien gouverneur démocrate Edwin Edwards (30 %). Les républicains totalisent cependant 64 % des suffrages. Il est facilement élu avec 62 % des voix lors du second tour du 6 décembre 2014. Il est réélu à quatre reprises.
En 2023, il est le principal négociateur républicain pour trouver avec les démocrates un accord lors de la crise du plafond de la dette américaine.
En juin 2024, il annonce qu'il ne sera pas candidat à sa réélection lors des élections de novembre après que les districts congressionnels de Louisiane aient été redécoupés.

### Articles annexes
- Liste des représentants de Louisiane